# Bad Homburg Falken
Die Bad Homburg Falken waren ein deutscher American-Football-Verein aus dem hessischen Bad Homburg vor der Höhe.

## Geschichte
Die Falken wurden 1980 gegründet, viele der Gründungsmitglieder stammten dabei vom zuvor gegründeten Verein Neu-Isenburg Adler. Zwischen 1981 und 1993 gehörten die Falken, mit Ausnahme der Saison 1983, der höchsten Spielklasse an. Ihre beste Zeit war zwischen 1988 und 1992, als sie einmal ihre Staffel gewinnen konnten und die Play-offs um den German Bowl erreichen konnten. Im Jahr 1990 schafften sie es, nach Siegen bei den München Rangers (31:17) und den Badener Greifs (41:17), bis ins Halbfinale, wo sie allerdings dem späteren Meister Berlin Adler mit 31:52 unterlagen. In der Saison 1993 begann dann der rapide Abstieg des Teams, im Vorjahr noch in den Play-offs, gewannen die Falken nur drei Spiele und stiegen als Tabellenletzter in die zweite Liga ab. Dort schafften sie nur noch einen Sieg und mussten erneut einen Abstieg hinnehmen. Vor der Saison 1995 zogen sich die Bad Homburg Falken dann aus dem Spielbetrieb zurück.
Im Jahr 2015 wurde mit dem AFC Bad Homburg Sentinels in Bad Homburg wieder ein American-Football-Verein gegründet.